# Jules Emaillé
Jules Emaille, né le 27 septembre 1880 à Landas (Nord) et décédé le 26 septembre 1966 à  Saméon (Nord), est un homme politique français.

## Biographie
Jules Emaille se distingue par sa bravoure militaire au cours des deux conflits mondiaux. Officier d'artillerie pendant la Grande Guerre, il est nommé lieutenant-colonel du 97e Régime d'Artillerie en 1939. 
Après la Première Guerre mondiale, il fait carrière dans le milieu industriel. Il ne commence à s'intéresser à la gestion politique locale qu'à l'âge de 56 ans. Il devient conseiller municipal de sa commune Saméon. Il adhère également dans l'entre-deux-guerres au groupe des Républicains de gauche.
Après le second conflit mondial, il rejoint le MRP. En septembre 1945, il est élu conseiller général du canton d'Orchies et le reste jusqu'en 1964. Il préside même le Conseil général du Nord d'avril à octobre 1955.
Il décide de briguer un mandat national. Il se présente donc aux élections sénatoriales d'avril 1959 en troisième position sur la liste d'action sociale, familiale et rurale présentée par le MRP. Il n'est pas élu puisque seuls Maurice Walker, sénateur sortant et Octave Bajeux obtiennent dès le premier tour deux des neuf sièges à pourvoir. Toutefois, à la suite du décès du premier quelques jours après l'élection, Jules Emaille est proclamé sénateur du Nord.
Très affaibli, Jules Emaille se présente sur la liste présentée par le MRP aux élections sénatoriales du 26 septembre 1965. Il n'est pas réélu. Malgré ses problèmes de santé, il continue à exercer ses fonctions de  maire de Saméon jusqu'à son décès survenu un an plus tard.

## Distinctions
- Officier de la Légion d'honneur par décret du 27 décembre 1934[2].

- Médaille commémorative de la bataille de Verdun.

- Médaille de la Victoire.

- Croix de guerre 1914-1918.

- Croix du combattant.

- Croix de guerre 1939-1945.